# Lady Day at Emerson's Bar and Grill
Lady Day at Emerson's Bar and Grill è un'opera teatrale del drammaturgo statunitense Lanie Robertson, portata al debutto ad Atlanta nel 1986.

## Trama
Filadelfia, marzo 1959. Billie Holiday si sta esibendo in un bar in quella che si rivelerà essere una delle sue ultime performance in pubblico prima della sua morte nel luglio dello stesso anno. Accompagnata al pianoforte da Jimmy Powers, Lady Day intervalla le canzoni del suo repertorio ad aneddoti sulla sua vita complicata e, mentre la serata va avanti, la cantante diventa via via più ubriaca, finendo per rivelare i profondi traumi che l'hanno segnata.

## Brani musicali
- "I Wonder Where Our Love Has Gone"
- "When a Woman Loves a Man"
- "What a Little Moonlight Can Do"
- "Crazy He Calls Me"
- "Gimme a Pigfoot (And a Bottle of Beer)"
- "Baby Doll"
- "God Bless the Child"
- "Foolin' Myself"
- "Somebody's on My Mind"
- "Easy Livin'"
- "Strange Fruit"
- "T'ain't Nobody's Business If I Do"
- "Don't Explain"
- "What a Little Moonlight Can Do"
- "Deep Song"

## Storia delle rappresentazioni
Lady Day at Emerson's Bar and Grill ebbe la sua prima mondiale il 16 aprile 1986 all'Alliance Theatre di Atlanda, con la regia di Woodie King Jr e Reenie Upchurch nel ruolo di Billie Holiday. Due mesi dopo la pièce esordì al Vineyard Theatre dell'Off-Broadway per la regia di Andre Ernotte e Lonette McKee nel ruolo di Lady Day; il dramma ebbe un buon successo, vinse l'Outer Critics Circle Award e rimase in cartellone per 281 rappresentazioni, durante le quali S. Epatha Merkerson rimpiazzò la McKee nel ruolo dell'eponima protagonista. La produzione successivamente fu trasferita all'Hollywood Theatre di Los Angeles, sempre con la regia di Ernotte e la Merkerson nel ruolo di Lady Day. Nel 1987 la pièce ebbe la sua prima londinese alla Donmar Warehouse con Dee Dee Bridgewater nel ruolo della Holiday; la cantante ottenne vasti consensi di pubblico e critica, ricevendo anche una candidatura al Laurence Olivier Award alla migliore attrice in un musical.
Lady Day at Emerson's Bar and Grill fece il suo debutto a Broadway quasi trent'anni dopo la sua prima, quando un nuovo allestimento del dramma è andato in scena al Circle in the Square Theatre nel 2014 con la regia di Lonny Price ed Audra McDonald nel ruolo di Billie Holiday. Per la sua interpretazione, Audra McDonald ha vinto il Drama Desk Award, l'Outer Critics Circle Award ed il Tony Award alla miglior attrice protagonista in un'opera teatrale. Audra McDonald è tornata ad interpretare Lady Day al Wyndham's Theatre di Londra nel 2016, ottenendo una nomination al Laurence Olivier Award alla migliore attrice non protagonista in un musical, e anche in un adattamento televisivo per HBO, che le è valsa una candidatura al premio Emmy per la miglior attrice protagonista in una miniserie o film.